# Hiên Vân
Hiên Vân là một xã thuộc huyện Tiên Du, tỉnh Bắc Ninh, Việt Nam.
Xã Hiên Vân có diện tích 4,48 km², dân số năm 2018 là 7200 người, mật độ dân số đạt 1610 người/km², gồm các thôn: Na, Ngang Kiều, Ngang Nguyễn, Ngang Nội, Vân Khám.
Khoảng cách đến trung tâm Hà nội: khoảng 30 km, giao thông gần đường Quốc lộ 1.
Hiên Vân ngày nay không những được biết đến như là một trong những xã có 2 làng quan họ của huyện Tiên Du đó là Ngang Nội và Vân Khám mà còn nổi tiếng về thương hiệu gốm Hiên Vân cùng với nhiều công trình nhà ở có lối thiết kế độc đáo.
Trước tiên nói về các làng quan họ nơi đây. Ngang Nội là một trong 44 làng Quan họ gốc của Bắc Ninh. Theo các nghệ nhân Quan họ trong vùng thì Ngang Nội vừa là đất chèo vừa là đất Quan họ. Vậy nên khi người Ngang Nội hát Quan họ có pha âm hưởng của chèo và ngược lại khi hát chèo có chất Quan họ.
Ngang Nội giờ thuộc xã Hiên Vân, huyện Tiên Du, tỉnh Bắc Ninh. Làng cổ này xưa nằm trong xã Hiên Ngang, tổng Khắc Niệm. Hiên Ngang có ba thôn là Nội Trang, Trung Trang và Cầu Trang, sau dân làng lấy chữ Nội để đặt tên làng nên Nội Trang đổi thành Ngang Nội. Cũng không biết thôn này hát quan họ từ bao giờ, chỉ biết là một trong 44 làng quan họ cổ của Bắc Ninh.
Xưa Ngang Nội đất đã chật, người đã đông nên ngoài cấy lúa, trồng màu, dân làng còn làm nhiều nghề phụ như: Thợ mộc, làm đậu phụ, thợ xây, nấu rượu, chăn nuôi. Rượu Ngang Nội nổi tiếng khắp vùng, cái tên rượu Ngang (để chỉ rượu quốc lủi) có lẽ có xuất xứ từ tên làng Ngang.
Vân Khám (bổ sung)
Gốm Hiên vân. Hiên vân vốn không phải là một làng gốm. Người có công mang nghề này về làng là họa sĩ Bùi Hoài Mai. Gốm Hiên vân kế thừa nét tinh hoa của gốm cổ trầm nhưng không thô, có đường nét hiện đại mà không lòe loẹt phô trương.
Các ngôi nhà mới với kiến trúc cổ độc đáo. Nét độc đáo thể hiện ở việc sử dụng vật liệu xây dựng theo phong cách nhà Việt cổ trong bối cảnh bê tông hóa làng xã đưa đến một hiệu ứng hòa hợp về kiến trúc, thiên nhiên và văn hóa. Các công trình ấy mang nét trầm mặc, mộc mạc chân quê hòa đồng với thiên nhiên cây cối, đặc trưng của làng quê Bắc Bộ, nhưng cũng rất thú vị bởi những đường nét sáng tạo mang dấu ấn rất riêng.